# 王威信
王威信，MH（1975年9月30日—），香港執業律師、前元朗區議員兼元朗區議會副主席，經民聯成員，前新民黨及前自由黨黨員，曾擔任天水圍飛馬足球會的會長，亦曾擔任香港足總甲組會召集人，現時擔任香港甲組聯賽元朗足球會會長。

## 求學成長
王威信生於香港自小在元朗區長大及接受教育，就讀元朗官立小學及新界鄉議局元朗區中學；預科畢業後進入香港大學法律系就讀；曾擔任香港大學聖約翰學院學生會主席；曾入選香港19歲以下足球代表隊，因幫手成立天水圍飛馬令王威信在2008年開始投身足運更於2009年當選足總董事。

## 任職律師
王威信取得香港大學榮譽法律學士及法學專業證書後，隨即投身法律界並成為事務律師，執業超過15年，現為王潘律師行合夥人；成為律師後續取得商業法律研究文憑及會計學高級文憑。

## 服務元朗
於2008年獲委任為元朗區議員，並當選為元朗區議會文康、社區服務及房屋事務委員會副主席，在任期間積極參與地區各項事務，包括擔任元朗大會堂董事、元朗區體育會董事、元朗十八鄉、八鄉及新田鄉法律顧問、元朗公立中學校董、元朗區議會元朗大球場重建工作小組主席等。
於2012年再度獲委任為元朗區議員，並當選元朗區議會副主席；此外亦獲委任為元朗市分區委員會委員以及水邊圍邨屋苑管理諮詢委員會委員；亦為元朗藝典居及華翠豪庭的義務法律顧問，並當選為YOHO Midtown業主委員會委員，就屋苑管理提供專業意見；現為元朗大會堂管理委員會副主席。
於2015年11月，參與元朗區議會元龍選區（M06）選舉，並以2,651票當選該區區議員，得票率高達88%。在2016年1月，在無對手競爭下自動當選元朗區議會副主席。
於2019年11月，參與區議會元龍選區（M04）選舉，尋求連任服務社區，惟受當時社會氛圍及元朗襲擊事件影響，王威信敗給民主動力的張秀賢。

## 服務全港
於元朗區以外，以其他身份服務社會，包括擔任人事登記審裁處審裁員（2010－2016年）、市政服務上訴委員會委員、社區體育事務委員會委員、市區重建局條例上訴委員團成員（2013－2016年）、漁業持續發展基金諮詢委員會委員（2014－2018年）、排水事務上訴委員會備選小組成員（2012－2015年）、新民黨中央委員（已退黨）等，以其專業知識處理身份證申請上訴、酒牌申請上訴等事宜。

## 推動足運
於2008年成立天水圍飛馬足球會，並以會長身份帶領天水圍飛馬足球隊勇奪高級組銀牌及足總盃，振奮天水圍社區；分別於2009及2011年當選香港足球總會董事，為香港足球發展出謀獻策；於2013年帶領元朗足球隊勇奪港運會五人足球賽、乙組聯賽及初級組銀牌賽三料冠軍，並以元朗足球會主席身份帶領元朗隊重返香港甲組足球聯賽及參加首屆香港超級聯賽，為元朗區爭光；多年來積極推動及籌劃元朗青少年代表隊（8－18歲）及SEED種子計劃（3－10歲）的足球訓練。於2015年，與南華體育會足主張廣勇競逐香港足球總會董事一職，並成功擊敗對手再次當選，現為香港足球總會董事、超級聯賽會召集人及技術及競技委員會主席。

## 回饋社會
前議員王威信多年來透過不同渠道作慈善捐輸，包括向天水圍居民服務協會基金會有限公司作巨額捐款，成立「天晴邨王威信青少年綜合服務中心」，並透過其律師行自2009年開始連續6年贊助元朗區傑出義工選舉。

## 外部連結
- 元朗區議會 元朗區議會議員資料 王威信先生, MH 副主席 (民選議員)（页面存档备份，存于）
- 香港足球總會董事局
- 新民黨王威信今屆參加直選委任議員之中票王（页面存档备份，存于）
- 元朗足球會主席王威信壯志豪情（页面存档备份，存于）